# مرکز فضایی کندی

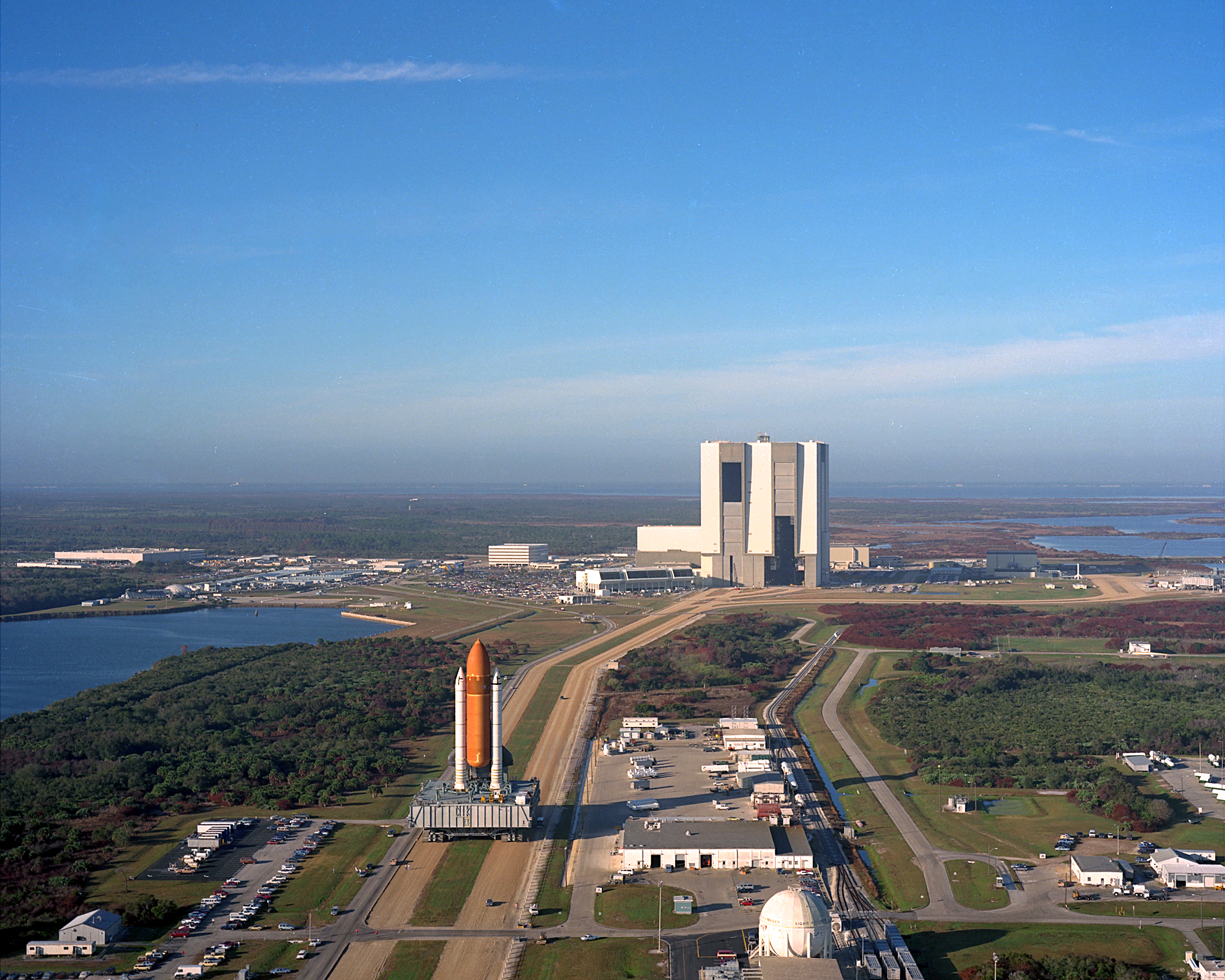
نمایی از پایگاه فضایی کندی

مرکز فضایی جان اف کندی (به انگلیسی: John F. Kennedy Space Center) محل پرتاب سفینه‌ها و موشک‌های فضایی ناسا است که در جزیره مریت در کیپ کاناورال ایالت فلوریدای ایالات متحده آمریکا واقع شده است. این مرکز که در میانه راه میامی و جکسون‌ویل قرار دارد به طول ۵۵ کیلومتر، عرض تقریبی ۱۰ کیلومتر و مساحت ۵۶۷ کیلومتر مربع است. در این مرکز بیش از ۱۰٬۰۰۰ نفر مشغول به کار هستند.
این مرکز یکی از جاذبه‌های توریستی ایالت فلوریدا است.
نام این پایگاه به نام جان اف کندی، رئیس‌جمهور فقید ایالات متحده که در سوء قصدی در ۲۲ نوامبر ۱۹۶۳ در شهر دالاس جان سپرد نام گذاری شده است. کندی ۳۵امین رئیس‌جمهور آمریکا بود و از حزب دموکرات برای ریاست جمهوری انتخاب شده بود.

## تاریخچه
این منطقه از سال ۱۹۴۹ در پی اقدام هری ترومن رئیس‌جمهور وقت ایالات متحده جهت آزمایش موشکی تأسیس و مورد استفاده قرار گرفت.
از سال ۱۹۵۸ در پی تأسیس ناسا، این مرکز به پایگاه پرتاب فضایی ایالات متحده تبدیل شد و موشک‌های گوناگون را راهی فضا کرد. موشک‌های رداستون (Redstone)، ژوپیتر آی‌آربی‌ام (Jupiter IRBM)، ژوپیتر سی (Jupiter-C)، پرشینگ (Pershing)، پولاریس (Polaris)، تور (Thor)، اطلس (Atlas)، تایتان (Titan)، و مینوتمن (Minuteman) همگی از این مرکز به فضا پرتاب شدند.